# Lincoln County (South Dakota)
Lincoln County ist ein County im US-amerikanischen Bundesstaat South Dakota. Das U.S. Census Bureau hat bei der Volkszählung 2020 eine Einwohnerzahl von 65.161 ermittelt. Der Sitz der Countyverwaltung (County Seat) ist in Canton.

## Geografie
Das County liegt im Südosten South Dakotas am Big Sioux River, der die Grenze zu Iowa bildet. Es hat eine Fläche von 1499 km², die sich auf 1497 km² Land- und 2 km² (0,09 Prozent) Wasserfläche verteilen. An das Lincoln County grenzen folgende Nachbarcountys:
|               | Minnehaha County | Lyon County (Iowa)  |
| Turner County |                  |                     |
| Clay County   | Union County     | Sioux County (Iowa) |

## Geschichte

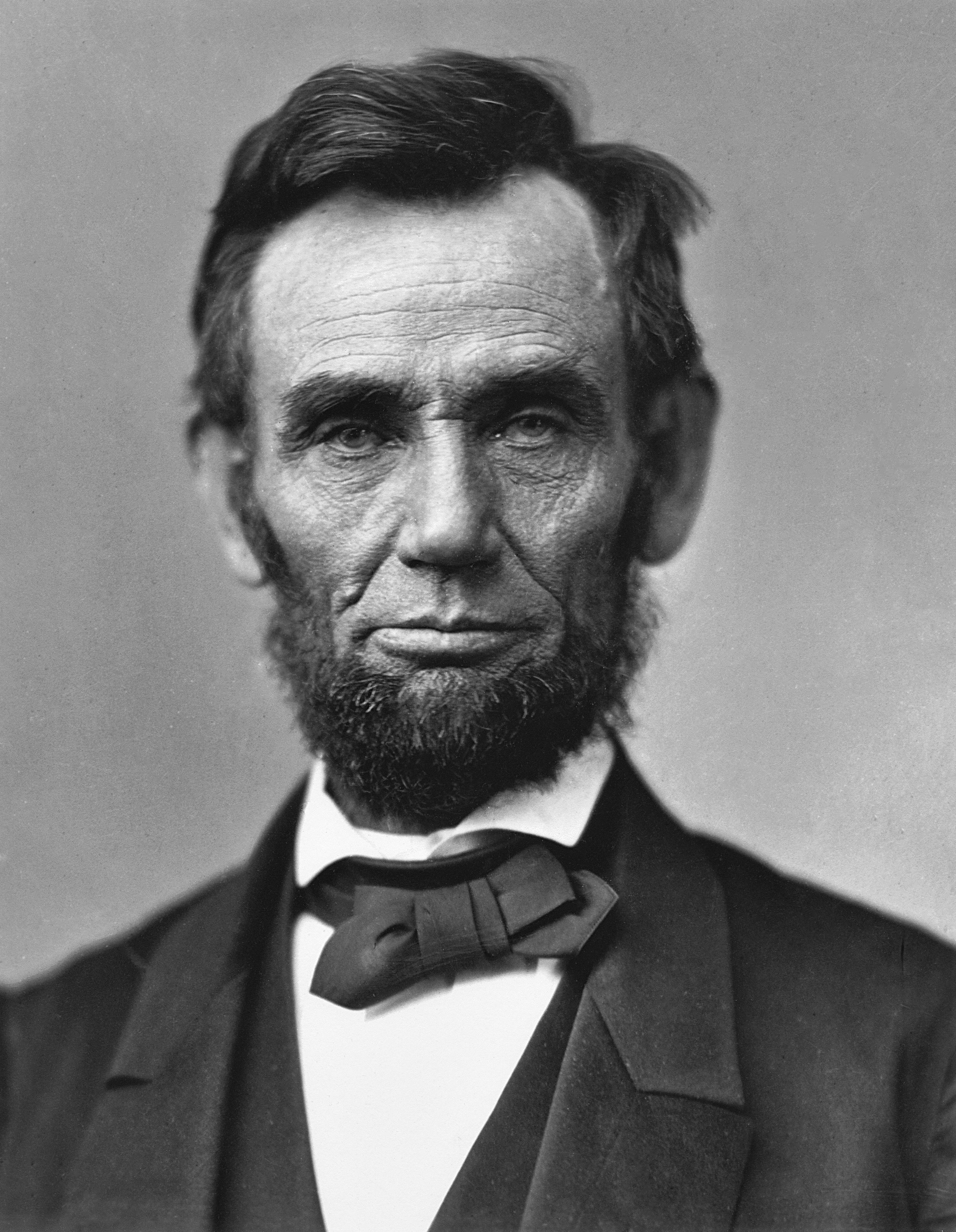
Lincoln

Das County wurde am 5. April 1862 gegründet und die Verwaltungsorganisation am 30. Dezember 1867 abgeschlossen. Benannt wurde es auf Vorschlag des Abgeordneten Wilmot Brookings in der gesetzgebenden Versammlung des Dakota-Territoriums wahrscheinlich nach Abraham Lincoln, dem 16. Präsidenten der Vereinigten Staaten.

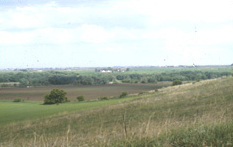
Blood Run Site

Ein Ort im County hat den Status einer National Historic Landmark, die Blood Run Site. 23 Bauwerke und Stätten des Countys sind im National Register of Historic Places (NRHP) eingetragen (Stand 2. August 2018).

## Demografische Daten
Nach der Volkszählung im Jahr 2010 lebten im Lincoln County 44.828 Menschen in 16.466 Haushalten. Die Bevölkerungsdichte betrug 29,9 Einwohner pro Quadratkilometer. In den 16.466 Haushalten lebten statistisch je 2,61 Personen.
Ethnisch betrachtet setzte sich die Bevölkerung zusammen aus 96,0 Prozent Weißen, 0,8 Prozent Afroamerikanern, 0,7 Prozent amerikanischen Ureinwohnern, 1,1 Prozent Asiaten sowie aus anderen ethnischen Gruppen; 1,4 Prozent stammten von zwei oder mehr Ethnien ab. Unabhängig von der ethnischen Zugehörigkeit waren 1,4 Prozent der Bevölkerung spanischer oder lateinamerikanischer Abstammung.
29,2 Prozent der Bevölkerung waren unter 18 Jahre alt, 61,6 Prozent waren zwischen 18 und 64 und 9,2 Prozent waren 65 Jahre oder älter. 50,4 Prozent der Bevölkerung war weiblich.

Das jährliche Durchschnittseinkommen eines Haushalts lag bei 70.043 USD. Das Pro-Kopf-Einkommen betrug 33.958 USD. 5,1 Prozent der Einwohner lebten unterhalb der Armutsgrenze.

## Ortschaften im Lincoln County
Citys
| - Beresford1 - Canton - Harrisburg - Lennox | - Sioux Falls2 - Tea - Worthing |

Towns
- Fairview
- Hudson

Census-designated place (CDP)
- Shindler

Andere Unincorporated Communities
- Moe
- Naomi2
- Norway Center

1 – teilweise im Union County

2 – überwiegend im Minnehaha County

3 – teilweise im Turner County

## Gliederung
Das Lincoln County ist neben den sieben Citys und zwei Towns in 16 Townships eingeteilt:
| Township          | Einwohner (2010) | FIPS     |
| ----------------- | ---------------- | -------- |
| Brooklyn Township | 237              | 46-07660 |
| Canton Township   | 526              | 46-09540 |
| Dayton Township   | 707              | 46-15620 |
| Delapre Township  | 1805             | 46-15900 |
| Delaware Township | 194              | 46-15940 |
| Eden Township     | 185              | 46-18140 |
| Fairview Township | 192              | 46-20820 |
| Grant Township    | 354              | 46-25620 |

| Township            | Einwohner (2010) | FIPS     |
| ------------------- | ---------------- | -------- |
| Highland Township   | 320              | 46-28860 |
| La Valley Township  | 550              | 46-36060 |
| Lincoln Township    | 184              | 46-37500 |
| Lynn Township       | 298              | 46-39620 |
| Norway Township     | 242              | 46-45900 |
| Perry Township      | 853              | 46-49260 |
| Pleasant Township   | 323              | 46-50500 |
| Springdale Township | 2108             | 46-60580 |